# 6-os metróvonal (Madrid)
A 6-os ("Circular") metróvonal a Madridi metróhálózat hatodik vonala. Az 1445 mm-es nyomtávolságú, 23,5 km hosszúságú vonalon jelenleg 28 állomás található. 1979-ben nyílt meg Cuatro Caminos és Pacifico megállók között, majd többszörös hosszabbítással 1995-ben érte el jelenlegi hosszát és körgyűrű alakját. A vonalon hatkocsis 8400 sorozatú metrószerelvények közlekednek. Madrid legforgalmasabb metróvonala.